# الفجر الجديد (مجلة)
الفجر الجديد كانت مجلة يسارية صدرت في الفترة 1945-1946. ورغم أن المجلة لم تدم طويلًا، إلا أنها كانت أحد المصادر التي أرست أسس تغيير النظام في مصر عام 1952.

## التاريخ والملف الشخصي
صدر العدد الأول من مجلة الفجر الجديد في 16 أيار 1945. كان مؤسسو المجلة والمساهمون فيها يطلق عليهم مجموعة الفجر الجديد وكان من بينهم أحمد صادق سعد، ريموند دويك، يوسف درويش وأحمد رشدي صالح الذي كان رئيس تحرير المجلة. كانوا شخصيات سياسية وفنانين ماركسيين. هدفت المجلة إلى إنتاج نسخة من الآراء والممارسات اليسارية الخاصة بمصر. بدأت منشورًا نصف شهري أو كل أسبوعية (بالإنجليزية: Biweekly)، ولكن حُول ترددها إلى أسبوعي اعتبارًا من 1 تشرين الثاني 1945. كانت الموضوعات المتكررة التي ظهرت في المجلة هي القضايا الاجتماعية مثل الفقر والتخلف والإصلاح الزراعي. كما غطت الكتابات الأدبية والثقافية ودعت إلى المنهج الأدبي الملتزم والذي تدعمه أيضًا مجلة الأدب اللبنانية المسماة بالأدب. نُشرت المقالات في مجلة الفجر الجديد باللغة العربية الفصحى وليس باللغة العربية العامية.
وُزعَت مجلة الفجر الجديد على كل الدول العربية تقريبًا، وحظيت بدعم ومساعدة مالية من المنظمات الماركسية المتمركزة في فلسطين وسوريا ولبنان والعراق. وقد مولتها أيضًا الاتحاد السوفييتي.
هاجمت مجلة الفجر الجديد بشكل علني شخصيات ثقافية بارزة في تلك الفترة، ومنهم توفيق الحكيم، وعباس العقاد، وإبراهيم المزيني، وطه حسين، بسبب عيشهم في أبراجهم العاجية وارتباطهم الوثيق بالرأسماليين والمستعمرين. كما انتقدت المجلة بشدة القوى الإمبريالية البريطانية وغيرها من القوى الغربية، وأوضحت أن الإمبريالية البريطانية كانت السبب الرئيس في تدهور مصر.
في البداية لم تكن مجلة الفجر الجديد ناقدة للحكومة المصرية، ولكنها سرعان ما أصبحت معارضة شرسة للحكومة، مما أدى إلى إغلاق الحكومه لها في تموز 1946 بقيادة رئيس الوزراء إسماعيل صدقي.